# Merrill Lynch
A Merrill Lynch & Co., Inc. (ML) 2009. január 1. óta a Bank of America Corporation teljes tulajdonú leányvállalata, amely a Bank of America gazdag magánügyfeleinek, befektetési banki és tőkepiaci üzletágaiért felelős. A Bank of America a Bank of America Merrill Lynch márkanév alatt folytatja a befektetési banki tevékenységet. A Merrill Lynch vállalati központja a New York-i Vesey Street 250. szám alatt, további irodái pedig több mint 40 országban találhatók, európai, közel-keleti és afrikai központja pedig Londonban.

## Története
A hitelintézet 1914. január 6-án nyitotta meg kapuit Charles E. Merrill a New York-i Wall Streeten. Edmund C. Lynch ugyanabban az évben csatlakozott a céghez. 1915-ben a bankot Merrill Lynch & Co.-ra keresztelték. Az 1920-as években további irodákat nyitottak Detroitban, Chicagóban, Denverben és Los Angelesben, és megindult a gyors terjeszkedés, amelyet részben az 1929-es nagy gazdasági világválság korai előjelei segítettek. 1971-ben a Merrill Lynch tőzsdére került. A Merrill Lynch és alapítója, Charles Merrill története elválaszthatatlan az amerikai részvénykultúra demokratizálódásától.
1930-ban Charles E. Merrill jelentős átszervezésen vezette át a vállalatot, és a kiskereskedelmi bróker üzletágat leválasztotta az EA Pierce &amp; Co.-ról, hogy a befektetési banki tevékenységre összpontosítson. Az 1930-as években az EA Pierce maradt a legnagyobb brókercég az Amerikai Egyesült Államokban. Az Edward A. Pierce, Az Edmund Lynch és Winthrop Smith vezette cég az iparág egyik leginnovatívabbjának bizonyult, és bevezette az IBM-gépeket a cég könyvelésében. Ezenkívül 1938-ra E. A. Pierce irányította a világ legnagyobb vezetékrendszerét, több mint 23 000 mérföldnyi távíróvezetékből álló magánhálózattal. Ezeket a vezetékeket jellemzően tőzsdei megbízások továbbítára használták.
2006-ban a Merrill Lynch egyesítette befektetéskezelési üzletágát a BlackRock pénzügyi céggel egy új társasággá, amelyben a Merrill Lynch felerészben (a részvények 49,8%-ával) részesedett. Ennek eredményeként a BlackRock a világ egyik legnagyobb vagyonkezelő társasága lett 1,4 billió amerikai dolláros kezelt vagyonnal. A BlackRock a „Merrill Lynch” terméknevet használja pl. a „Merrill Lynch International Investment Funds” (MLIIF) befektetési társaságuk befektetési alapjaira.
Az amerikai ingatlanhitel-válság során a banknak 23,2 milliárd dolláros értékhelyesbítést kellett elszámolnia a 2007-es pénzügyi évben az amerikai fedezett adósság (CDO) és másodlagos jelzáloghitel-portfóliójukba. Az akkori vezérigazgatónak, Stanley O'Nealnak a fejlemény következtében 2007 októbere végén távoznia kellett a cégtől.
2008 szeptemberében a Merrill Lynch és a Bank of America bejelentette a két intézmény egyesülését, amely 2009. január 1-jén lépett életbe egy Merrill Lynch-részvény 0,8595 Bank of America-részvényre történő cseréjével, közvetlenül a 70%-os átvállalásának bejelentése előtti részvényárak alapján. A Merrill Lynch akkori elnök-vezérigazgatója, John Thain azelőtt az egyesített bank globális banki, értékpapír- és vagyonkezeléséért volt felelős. 2009. január végén kénytelen volt lemondani, mert több milliárdos lyukat fedeztek fel a Merrill Lynchnél.
A Merrill Lynch 2013-ban 160 millió dolláros egyezségben állapodott meg, miután 1200 afroamerikai alkalmazott panaszkodott faji megkülönböztetés miatt.

## Felépítése
A Merrill Lynch két fő területre oszlik: „Globális Piacok és Befektetési Bankcsoport” (GMI) és „Globális Vagyonkezelés” (GWM), és így átfogó szolgáltatást kínál magánbefektetők, intézményi befektetők és vállalatok számára.
A Merrill Lynch az egyik vezető globális befektetési bank a tőkepiaci üzletágban, beleértve az értékpapírok és származékos termékek jegyzését és kereskedelmét, valamint a vállalatok, kormányok, intézményi és magánbefektetők számára nyújtott tanácsadási üzletágban.

## A Merrill Lynch Németországban
A Bank of America felvásárlása után a Merrill Lynch Bank of America Merrill Lynch néven működik Németországban. A részvényes a londoni „Merrill Lynch International”, amelynek európai igazgatótanácsi elnöke, Alex Wilmot-Sitwell. A németországi telephely alapvetően olyan globális piacokat és befektetési banki tevékenységeket foglal magában, mint például a fúziókkal és felvásárlásokkal (M&A), IPO-kkal és tőkeemeléssel (ECM) és a hiteltőkével (DCM) kapcsolatos tanácsadás. A vagyonkezelés területén a BofAML befektetési jegyek és kötvények, valamint speciális vagyonkezelő alapok széles választékát kínálja.
A Merrill Lynch számos tanúsítványt és egyéb strukturált pénzügyi terméket kínál magánbefektetők számára. Nevükben az MLIIF rövidítésű befektetési alapokat a luxemburgi SICAV "Merrill Lynch International Investment Funds" (MLIIF) indítja, és nem a Merrill Lynch, hanem a BlackRock'" befektetési társasága forgalmazza.

## A Merrill Lynch Svájcban
Svájcban a Merrill Lynch Bank (Suisse) SA Genfben és Zürichben kínál minden banki szolgáltatást gazdag magánügyfelei számára. Ezen kívül van egy másik iroda Zürichben, amely a Merrill Lynch svájci tőkepiaci tevékenységéért felel.
A Julius Bär, Svájc vezető privát bankcsoportja megállapodott abban, hogy megvásárolja a Merrill Lynch nemzetközi vagyonkezelési (IWM) üzletágát az Egyesült Államokon és Japánon kívül a Bank of Americától (BofA). Az IWM-nek 2012. június 30-án kezelt 84 milliárd USD (81 milliárd CHF) vagyona és több mint 2000 alkalmazottja, köztük több mint 500 pénzügyi tanácsadó ja volt. Az IWM által kezelt vagyon körülbelül kétharmada (több mint fele) Ázsia, Latin-Amerika és a Közel-Kelet növekvő piacain lakó ügyfelektől származik. A tranzakció, amely jogi személy és üzleti felvásárlások kombinációja, várhatóan 57 és 72 milliárd svájci frank közötti értékben további kezelt vagyont eredményez a kétéves integrációs szakasz végére, amelynek körülbelül kétharmada származik feltörekvő piacokról.

## Fordítás
Ez a szócikk részben vagy egészben  a   Merrill Lynch című német Wikipédia-szócikk ezen változatának fordításán alapul.  Az eredeti cikk szerkesztőit annak laptörténete sorolja fel. Ez a jelzés csupán a megfogalmazás eredetét és a szerzői jogokat jelzi, nem szolgál a cikkben szereplő információk forrásmegjelöléseként.